# Средиземноморский флот
Средиземноморский флот (англ. Mediterranean Fleet или сокр. Med Fleet) — самостоятельное командование британского Королевского флота, существовавшее с перерывами со времени Реставрации до 1967 года. Зоной его ответственности, как следует из названия, было Средиземное море и выходы из него. В период наибольшего роста Средиземноморский флот был вторым по значению и численности среди британских флотов, и предусматривал должность Главнокомандующего на Средиземном море (англ. CinC Med).

## Век паруса
С самого начала и всегда главной задачей Средиземноморского флота было поддержание и охрана коммуникаций между метрополией и британскими колониями в восточном полушарии. До постройки Суэцкого канала это были Египет и Левант, затем на первый план вышли связи с Азией, прежде всего с Индией, и Дальним востоком. Главным противником долгое время была Франция, одна или в союзе попеременно с Испанией, Турцией, итальянскими княжествами, Варварийскими государствами и Россией.
Впервые должность командующего на Средиземном море была учреждена около 1665 года во время Англо-голландских войн. Тогда это был коммодор самостоятельной эскадры, которая появлялась и уходила по мере надобности. Более постоянное присутствие с базированием на Гибралтар началось с его захвата англичанами в 1704 году.
В первой половине XVIII века Англия постоянно отвоевывала позиции в Средиземноморье и значение Средиземноморского флота росло. С началом Семилетней войны, в 1757 году была учреждена должность Главнокомандующего на Средиземном море. Первым её занял вице-адмирал Чарльз Сондерс, до этого бывший первым заместителем командующего. В 1759 году к Гибралтару в качестве базы прибавилась Минорка. Дальнейшее продвижение в Восточное Средиземноморье оказалось временным.
В начале Американской войны за независимость главнокомандующим был вице-адмирал Ричад Хау. Однако в ту войну британские силы были заняты в основном в Канале, а затем и в Вест-Индии. Поэтому с 1776 года виконт Хау отбыл в Северную Америку, и до конца войны должность была незанята. Королевский флот испытывал трудности, в том числе против Испании, и в ходе войны лишился всех средиземноморских баз кроме Гибралтара. Только с окончанием войны Британия дипломатическим путём вернула Минорку.
В ходе Французских революционных войн Средиземноморский флот видел и поражения, и победы. Так, в 1794 году оккупация Тулона лордом Худом сменилась эвакуацией, а при Джоне Джервисе флот был вынужден полностью уйти из Средиземного моря. Но уже в 1798 году возвращение британцев было отмечено громкой победой Нельсона при Абукире, и завоеванием позиций в Египте. На следующий год Британия послала в Средиземное море три из четырёх имевшихся у неё линейных кораблей 1 ранга.
Во время последующих Наполеоновских войн флот испытал небывалый рост и расширение, в том числе завоевание баз в Леванте, закрепление на Ионических островах и особенно на Мальте.
Период мира после Венской конференции, известный как Pax Britannica, отвёл флоту роль поддержания статус-кво. Например, защита торговых интересов заставила в 1816 году организовать совместную англо-французскую экспедицию против Алжира. Во время греческой войны за независимость флот действовал как против турок, так и греков, в зависимости от того, кто считался в тот момент главным нарушителем спокойствия.

## Век пара
В 1854−1856 годах Средиземноморский флот предоставил значительную часть кораблей, участвовавших в Крымской войне на черноморском театре. Доля паровых кораблей в составе флота была меньше половины, но они играли весьма важные роли, некоторые из них были незаменимы.
Одним из примечательных эпизодов парового Средиземноморского флота стала бомбардировка Александрии в 1882 году, во время восстания Араби-Паши. Вся эта кампания была продиктована защитой контроля над Суэцким каналом, и флот предоставил как броненосцы для обстрела, так и войсковые транспорты и 1000 морских пехотинцев, которые присоединились к сухопутным войскам.
В последнюю декаду XIX века Средиземноморский флот был крупнейшим соединением Королевского флота, с десятком первоклассных броненосцев — вдвое больше чем у Флота Канала — и большим количеством малых кораблей. Вообще рост флота в то время диктовался «политикой двух флотов», согласно которой Королевский флот должен был быть способен противостоять двум сильнейшим после него флотам мира. Но к тому времени складывались новые союзы и возникали новые угрозы. Место традиционного противника, Франции, заняла Германия и Центральные державы вообще.
В 1893 году, в мирное время, погиб главнокомандующий вице-адмирал сэр Джордж Трайон, когда его флагман, HMS Victoria, столкнулся с HMS Camperdown, и затонул в течение пятнадцати минут.

## До Второй мировой войны
Из трех исходных линейных крейсеров типа Invincible, вступивших в строй в первой половине 1908 года, два (HMS Inflexible и HMS Indomitable) в 1914 году входили в Средиземноморский флот. Они и HMS Indefatigable составили ядро флота в начале Первой мировой войны, когда британские силы преследовали немецкие корабли Goeben и Breslau.
В результате Первой мировой войны за счет бывших оттоманских владений расширилась система базирования. Флот получил базы в Хайфе и на Кипре.
Недавно модернизированный HMS Warspite стал флагманом главнокомандующего и его первого заместителя в 1926 году.
Средиземноморский флот достиг особенно высокого профессионализма под командованием адмирала Роджера Киза с 1926 по 1929 год. Среди его подчиненных были такие сильные фигуры, как Дадли Паунд в качестве начальника штаба, Уильям «Джинджер» Бойл, командующий крейсерской эскадры, и Август Эгер, командующий флотилии эсминцев.

## Вторая мировая война
Мальта, часть Британской империи с 1814 года, была перевалочной станцией и главной базой Средиземноморского флота до середины 1930-х. Из-за предполагаемой угрозы итальянского воздушного нападения с материка, незадолго до начала Второй мировой войны флот был переведен в Александрию (Египет). Это решение способствовало устойчивости флота в предстоящей борьбе с силами Оси.
Сэр Эндрю Каннингхэм принял командование флотом на HMS Warspite 3 сентября 1939 года. Ему подчинялись крупные соединения: 1-я линейная эскадра (HMS Warspite, HMS Barham и HMS Malaya), 1-я крейсерская эскадра (HMS Devonshire, HMS Shropshire, и HMS Sussex), 3-я крейсерская эскадра (HMS Arethusa, HMS Penelope, HMS Galatea), командующий эскадренными миноносцами контр-адмирал Тови с 1-й, 2-й, 3-й и 4-й флотилиями эсминцев, и авианосец HMS Glorious.
В 1940 году палубная авиация Средиземноморского флота успешно атаковала итальянский флот в Таранто. Другие крупные сражения включают Бой у мыса Матапан, и Критскую операцию. Флот блокировал итальянские базы, а затем доставку немецких подкреплений и грузов для кампании в Северной Африке.
В ходе войны командование несколько раз преобразовывалось, с разделением и слиянием сил и должностей. Так, по февраль 1942 года адмирал Каннингхэм сохранял звание Главнокомандующего флотом. С появлением на театре американцев он стал Военно-морским командующим экспедиционных сил в Северной Африке и Средиземном море (англ. Naval Commander Expeditionary Force (NCXF) North Africa and Mediterranean).
После этого флот был разделен на два командования: Средиземноморский флот (командование корабельного состава) со своим главнокомандующим со штабом на Мальте, и Левант (командование портов и баз, с конца декабря — Восточное Средиземноморье) со своим главнокомандующим (англ. CinC Levant, CinC EMed), штаб в Александрии. Последним командовали последовательно Джон Каннингхэм (до августа 1943), Алджернон Уиллис (до декабря 1943) и Бернард Роулингс (до июня 1944). С 28 декабря 1943 Должность Роулингса стала называться флагман в Восточном Средиземноморье (англ. Flag Officer, Eastern Mediterranean).

## Послевоенный флот
С 1946 года командования были слиты в одно, и его снова возглавил Главнокомандующий на Средиземном море.
В октябре 1946 года HMS Saumarez подорвался на мине в проливе Корфу, дав начало цепи событий, известных как Инцидент в проливе Корфу. Пролив был протрален месяц спустя в ходе операции Recoil, с участием 11 тральщиков, под прикрытием HMS Ocean, двух крейсеров, трех эсминцев и трех фрегатов.
В мае 1948 года сэр Артур Пауэр занял пост главнокомандующего, и первым делом организовал демонстрацию силы, с целью препятствовать переселению еврейских беженцев в Палестину. Когда в тот же год Великобритания отказалась от британского мандата в Палестине, HMS Ocean, четыре эсминца и два фрегата сопровождали отбытие Верховного комиссара Палестины на борту крейсера HMS Euryalus. Эскадра осталась, прикрывать эвакуацию британских войск в анклав Хайфы и на юге через Газу. В июле 1947 года, после того как главные силы во главе с двумя авианосцами, HMS Ocean и HMS Triumph, посетили Стамбул, отряд состоящий из HMS Liverpool, HMS Chequers и HMS Chaplet посетил Севастополь.
Линкор HMS Vanguard кратковременно, в течение шести месяцев, присутствовал в составе флота в 1949 году. Vanguard ненадолго вернулся в Средиземное море в 1954 году, на время совместных учений с флотом метрополии.
С 1952 по 1967 год главнокомандующий Средиземноморским флотом имел двойные обязанности, включая роль Главнокомандующего союзными войсками НАТО в Средиземноморье, с оперативным подчинением ему всех сил НАТО в районе Средиземного моря. Британцы энергично выступали в рамках НАТО по вопросам, касающимся развития средиземноморской командной структуры НАТО, желая сохранить своё руководство военно-морским командованием НАТО на Средиземном море для защиты своих морских коммуникаций на Ближний и Дальний Восток. Когда морским командующим НАТО был назначен адмирал Роберт Карни, главнокомандующий ОВС НАТО в Южной Европе, отношения с проченным в главнокомандующие британским адмиралом Джоном Эдельстеном явно охладели. На внешне дружеское предложение к Карни об использовании центра связи, поскольку вначале тому не хватало защищенных средств связи, Эдельстен получил ответ: «Я не собираюсь играть Фауста при вашем Мефистофеле посредством связи!»
В 1956 году корабли флота участвовали в Суэцкой войне против Египта.
С 1957 по 1959 год контр-адмирал Чарльз Мэдден занимал должность флагмана на Мальте, отвечающего за три дивизиона тральщиков, эскадру десантных сил и флотилию подводных лодок, размещенных в гавани Валлетты и вокруг неё. В этом качестве он должен был проявлять немалое дипломатическое искусство, чтобы поддерживать хорошие отношения с Домиником Минтофф, националистически настроенным премьер-министром Мальты.
В 1960-х годах, когда с демонтажем империи важность связей между Соединенным Королевством и британскими территориями и владениями «к востоку от Суэца» уменьшилась, а центр холодной войны переместился в Северную Атлантику, Средиземноморский флот постепенно уменьшался, и наконец в июне 1967 года был расформирован. Одно исследование подробно описывает, как в середине 1960-х годов постоянный состав флота «сводится к одному небольшому дивизиону эскортных сил (вероятно, 30-й эскортный дивизион в составе HMS Brighton, HMS Cassandra, HMS Aisne плюс еще один) и дивизиону рейдовых тральщиков». Выделение кораблей в патруль Бейры и в другие места в 1966 году снизило численность эскортных кораблей с четырех до двух, затем фрегатов совсем не осталось. Силы флота и зона ответственности были переданы новому Западному флоту. В результате этих перемен Великобритания отказалась от поста главнокомандующего НАТО в Средиземноморье, который был упразднен. Королевский флот на театре представляет флагман на Средиземном море (англ. Flag Officer, Mediterranean, обычно старший из командиров присутствующих кораблей).
Королевский флот часто выделяет тот или другой корабль в состав многонациональной 2-й постоянной морской группы НАТО (SNMG2), преемницы Постоянного соединения НАТО на Средиземном море (STANAVFORMED).